# Sauga (rivière)
La Sauga (en estonien : Sauga jõgi) est une rivière dans la région de Pärnu au sud-ouest de l'Estonie. 

## Géographie
Elle prend sa source dans les marais de Nõlvasoo près de Järvakandi, dans la région de Rapla et se jette dans le fleuve Pärnu, dont elle est l'un de ses principaux affluents, à 1,3 km en amont de la ville de Pärnu.
La Sauga est longue de 77 km et son bassin à une superficie de 570 km2.
Son débit moyen est de 5,1 m3/s.
Ses affluents sont les rivières Räägu, Elbu, Kalda, Are et Toominga.
Les rives de la Sauga sont tourbeuses et, dans de nombreux endroits, elles sont très marécageuses.

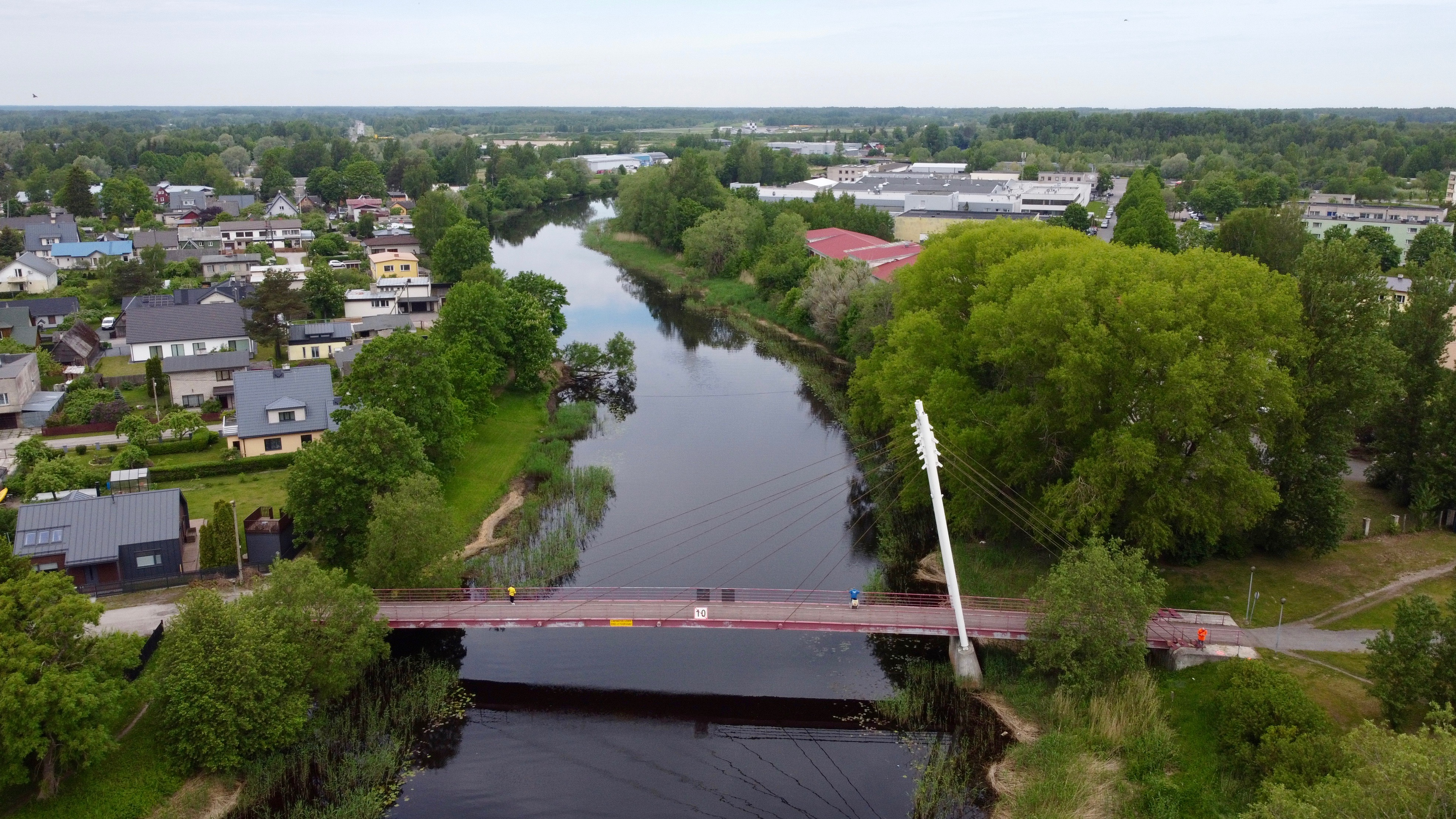

### Articles  connexes
- Liste des cours d'eau de l'Estonie